# Maria Järvenhelmi
Maria Järvenhelmi (* 14. Juni 1975 als Maria Vähälä) ist eine finnische Schauspielerin.

## Leben
Maria Järvenhelmi ist die Tochter der finnischen Diplomatin Kirsi Tykkyläinen. Sie absolvierte ihr Schauspielstudium an der Theaterakademie Helsinki. Ihr Filmdebüt gab sie als Elfjährige in dem 1986 veröffentlichten Historienfilm Kuningas lähtee Ranskaan. Seitdem war sie in über 50 Film- und Fernsehproduktionen tätig. 2006 spielte sie in dem Film Lichter der Vorstadt mit, wo sie auch bei den Internationalen Filmfestspielen von Cannes eingeladen wurde. Für ihre beiden Darstellungen in Bad Luck Love und Rölli und die Elfen wurde sie jeweils als Beste Hauptdarstellerin für einen Jussi nominiert.
Von 2015 bis zur Scheidung 2016 war sie mit dem Musiker Valo Lankisen verheiratet.

## Filmografie
- 1986: Kuningas lähtee Ranskaan
- 1998: Eine respektable Komödie (Säädyllinen murhenäytelmä)
- 1999: Ambush 1941 – Spähtrupp in die Hölle (Rukajärven tie)
- 2000: Bad Luck Love
- 2001: Rölli und die Elfen (Rölli ja metsänhenki)
- 2005: Game Over
- 2006: Lichter der Vorstadt (Laitakaupungin valot)
- 2010: Priest of Evil (Harjunpää ja pahan pappi)
- 2017: Die andere Seite der Hoffnung (Toivon tuolla puolen)